# Comuna de Kawęczyn
Kawęczyn (polaco: Gmina Kawęczyn) é uma gminy (comuna) na Polónia, na voivodia de Grande Polónia e no condado de Turecki. A sede do condado é a cidade de Kawęczyn.
De acordo com os censos de 2004, a comuna tem 5313 habitantes, com uma densidade 52,6 hab/km².

## Área
Estende-se por uma área de 101,06 km², incluindo:
- área agricola: 81%
- área florestal: 11%

## Demografia
Dados de 30 de Junho 2004:
|                      | Total   | Total | Mulheres | Mulheres | Homens  | Homens |
| -------------------- | ------- | ----- | -------- | -------- | ------- | ------ |
|                      | pessoas | %     | pessoas  | %        | pessoas | %      |
| População            | 5313    | 100   | 2647     | 49,8     | 2666    | 50,2   |
| Densidade (pop./km²) | 52,6    | 100   | 26,2     | 26,2     | 26,4    | 26,4   |

De acordo com dados de 2002, o rendimento médio per capita ascendia a 1299,03 zł.
Ceków-Kolonia, Dobra, Goszczanów, Lisków, Malanów, Przykona, Turek